# Монголија на Зимским олимпијским играма 2010.
Монголији је ово дванаесто учествовање на Зимским олимпијским играма. У Ванкуверу на Олимпијским играма 2010., учествовала је са двоје такмичара које су се такмичили у скијашком трчању. 
Монголија је остала у групи земаља које нису освојиле ниједну медаљу на овим играма.
Заставу Монголије на свечаном отварању Олимпијских игара 2010. носила је Erdene-Ochir Ochirsuren, а на затвању Хаш Ердене Хурелбатар.

## Скијашко трчање

### Жене
| Такмичарка              | Дисциплина     | Финале  | Финале    | Финале           |
| Такмичарка              | Дисциплина     | Време   | Заостатак | Место/уч. (укуп) |
| ----------------------- | -------------- | ------- | --------- | ---------------- |
| Erdene-Ochir Ochirsuren | 10 км слободно | 32:56,1 | 7:57,7    | 74 / 78 (78)     |

### Мушкарци
| Име                   | Дисциплина     | Резултат | Резултат  | Резултат      |
| Име                   | Дисциплина     | Време    | Заостатак | Пласман/учес. |
| --------------------- | -------------- | -------- | --------- | ------------- |
| Хаш Ердене Хурелбатар | 15 км слободно | 42:27,4  | 8:51,1    | 87 / 95 (96)  |